# Bradysia paradichaeta
Bradysia paradichaeta är en tvåvingeart som först beskrevs av Shaw 1941.  Bradysia paradichaeta ingår i släktet Bradysia och familjen sorgmyggor.
Artens utbredningsområde är Oklahoma. Inga underarter finns listade i Catalogue of Life.